# Pili Groyne
Pili Groyne és una actriu belga, nascuda l'1 d'octubre de 2003.

## Biografia
El 2014, va interpretar el seu primer paper cinematogràfic a Dos dies, una nit de Jean-Pierre i Luc Dardenne. Després apareix a la pel·lícula Alleluia de Fabrice Du Welz.
El 2015, va aconseguir un dels papers principals a la pel·lícula Le Tout Nouveau Testament de Jaco Van Dormael; interpreta la filla de Déu (interpretat per Benoît Poelvoorde), que vol venjar-se del seu pare.
Pili Groyne va tenir papers a Normandie nue el 2018 i a Un estiu a Eivissa el 2019.
El 2022, interpreta a Camille, una adolescent embarassada, protagonista de la pel·lícula Petites de Julie Lerat-Gersant.

## Filmografia
- 2014 : Deux jours, une nuit de Jean-Pierre i Luc Dardenne : Estelle, la filla de Sandra i Manu
- 2014 : Alleluia de Fabrice Du Welz : la filla de Solange
- 2015 : Le Tout Nouveau Testament de Jaco Van Dormael : Ea, la filla de Déu
- 2017 : Transferts (sèrie de televisió) : Liza
- 2017 : Champion (minisèrie)
- 2018 : Normandie nue de Philippe Le Guay : Chloé Levasseur
- 2019 : Un estiu a Eivissa d'Arnaud Lemort : Manon
- 2022 : Petites de Julie Lerat-Gersant : Camille

## Premis
- XLVIII Festival Internacional de Cinema Fantàstic de Catalunya 2015 : Premi a la millor actriu per Le Tout Nouveau Testament.[3]